# Nagroda Sapira
Nagroda Sapira – coroczna izraelska nagroda literacka przyznawana przez narodową loterię Mifal HaPayis od 2000 za najlepsze dzieło literackie w języku hebrajskim.
Nagroda została nazwana na cześć Pinchasa Sapira, izraelskiego ministra finansów w latach 1963-1968 oraz 1969-1974. Jest najbardziej lukratywną nagrodą literacką w Izraelu. Członkami komitetu są za każdym razem znani literaci izraelscy. Zwycięzca otrzymuje 150000 szekli (ok. 154000 PLN). Pozostali finaliści otrzymują po 25000 szekli. Powieść zwycięzcy zostaje przetłumaczona na arabski i na wskazany przez niego język. Wymagane jest, by uczestnicy konkursu byli obywatelami Izraela i mieszkali w tym kraju. Ceremonia przyznania nagrody transmitowana jest przez telewizję izraelską i odbywa się w Tygodniu Książki Hebrajskiej. Szereg rodzimych autorów (np. Amos Oz czy Me’ir Szalew) nie staje do walki o przyznanie nagrody, protestując w ten sposób, przeciwko komercjalizacji literatury hebrajskojęzycznej. O nagrodę ubiegają się głównie autorzy hebrajskich bestsellerów.